# Wysznewe (hromada Nowoorżyćke)
Wysznewe (ukr. Вишневе) – wieś na Ukrainie, w obwodzie połtawskim, w rejonie łubieńskim, w hromadzie Nowoorżyćke. W 2001 liczyła 1346 mieszkańców.